# Monica Zanchi
Monica Zanchi (* um 1955 in Bern) ist eine Schweizer Schauspielerin und Sängerin.

## Leben
Zanchi zog im Alter von 8 Jahren nach Bergamo zu ihrem italienischen Vater, wo sie später auch die Schule beendete. Mit 15 zog sie für drei Jahre als Rucksacktouristin durch ganz Europa und Marokko; nach ihrer Rückkehr arbeitete sie als Model für bedeutende Modefirmen in Mailand. 1975 erhielt sie ein erstes Filmangebot für Pasquale Festa Campaniles Wenn du krepierst, lebe ich!, in dem sie in einer kleinen Rolle zu sehen war. Der 1977 folgende Exploitationfilm L’uomo, la donna e la bestia – Spell (Dolce mattatoio), ein auf erotische Szenen setzender Film, zog ähnliche Angebote nach sich; Zanchi wurde zu einer von einigen Darstellerinnen zur Hochzeit des Sex- und Horrorfilms. Sie spielte neben Laura Gemser und Gabriele Tinti, unter Sergio Bergonzelli und Jaime Jesús Balcázar. Ihr bekanntester Film ist wohl die Mischung von Erotik und Nonnenmilieu, Die Nonne und das Biest. Nach wenigen Jahren, 1982, beschränkte sie ihre Auftritte auf kleinere und kleine Gastrollen. 1996 war sie letztmals in einer Schweizer Fernsehproduktion, Gegen Drogen, zu sehen.
1979 veröffentlichte Zanchi als Angie Bee die Single Plastic Doll; eine kleinere Karriere mit Disco-Titeln folgte.
Nach ihrer öffentlichen Karriere übernahm sie mit einer Freundin einen Antiquitätenhandel in Zürich.

## Filmografie (Auswahl)
- 1976: Wenn du krepierst, lebe ich! (Autostop rosso sangue)
- 1977: Nackt unter Kannibalen (Emanuelle e gli ultimi cannibali)
- 1977: Die Nonne und das Biest (Suor Emanuelle)
- 1996: Gegen Drogen